# 49-й корпусной артиллерийский полк
49-й корпусной артиллерийский Краснознамённый полк — воинская часть Вооружённых Сил СССР в Великой Отечественной войне.

## История
Сформирован до 1933 года.
Принимал участие в Зимней войне, за бои в ходе этой войны удостоен Ордена Красного Знамени. На тот момент на вооружении полка находились 24 152-мм пушки-гаубицы МЛ-20 и 6 203-мм гаубиц Б-4.
В составе действующей армии во время ВОВ с 22 июня 1941 по 10 октября 1941 года.
На 22 июня 1941 года содержащийся по штату мирного времени 8/42Б полк дислоцировался в Смоленске и находился в процессе переброски в Минск. К 26 июня 1941 года занял позиции в Минском укрепрайоне.. Вступил в бои с 2-й танковой группой, поддерживая 108-ю стрелковую дивизию и 64-ю стрелковую дивизию. Так, в первый день боёв огнём 6-й батареи полка прямой наводкой, было уничтожено 10 танков и штурмовых орудий противника. В ночь с 1 на 2 июля 1941 года начал отступление и выход из окружения. В течение июля 1941 года отступает на территорию Смоленской области.
На 21 июля 1941 года получил задачу обороны рубежа Шатилова, Горяниново, станция Митино, поддерживая огнём 133-ю стрелковую дивизию. В течение июля 1941 года наступал в ходе контрудара в направлении Сафоново — Ярцево. На 28 июля 1941 года третьим дивизионом поддерживал огнём 38-ю стрелковую дивизию в районе Ярцево. Уже к 5 августа 1941 года дивизия, поддерживаемая дивизионом полка, вновь перешла к обороне по восточном берегу реки Вопь на участке Городок, Ярцево. Полк находился в обороне до конца августа 1941 года. На 30 августа 1941 года перед полком стояла задача поддержки наступления в районе Ярцево: 1-м дивизионом — 108-ю стрелковую дивизию, 2-м дивизионом 38-ю стрелковую дивизию; 3-й дивизион был группе артиллерии дальнего действия в распоряжении штаба 16-й армии. Практически те же задачи стояли перед полком и на 4 сентября 1941 года, только в группе дальнего действия уже находились два дивизиона полка. 5 сентября 1941 года полк вместе с войсками армии, перешёл к обороне, всё там же, в районе Ярцево. Попытки наступления в этом районе продолжались до конца сентября 1941 года.
В ходе операции «Тайфун» октября 1941 года попал в окружение и был уничтожен. Командир полка и комиссар, очевидно с какой-то частью личного состава в ночь с 28 на 29 октября 1941 года вышли к своим в расположение 222-й стрелковой дивизии.
В октябре 1941 года расформирован.

## Подчинение
| Дата            | Фронт (округ)  | Армия      | Корпус                 | Дивизия | Бригада |
| --------------- | -------------- | ---------- | ---------------------- | ------- | ------- |
| 22.06.1941 года | Западный фронт | -          | 44-й стрелковый корпус | -       | -       |
| 01.07.1941 года | Западный фронт | -          | -                      | -       | -       |
| 10.07.1941 года | Западный фронт | 20-я армия | -                      | -       | -       |
| 01.08.1941 года | Западный фронт | 16-я армия | -                      | -       | -       |
| 01.09.1941 года | Западный фронт | 16-я армия | -                      | -       | -       |
| 01.10.1941 года | Западный фронт | 16-я армия | -                      | -       | -       |

## Командиры
- полковник Мельников Александр Васильевич (16.11.1985 - 17.05.1942), за бои 26-28.06.1941г. в Минском УРе награжден орденом Красного Знамени (31.08.1941г.). Погиб 17 мая 1942г. в районе с. Н-Григорьевки Сталинской области будучи начальником артиллерии 349-й стрелковой дивизии.

## Отличившиеся воины полка
| Награда | Ф. И. О.                  | Должность        | Звание            | Дата награждения   |
| ------- | ------------------------- | ---------------- | ----------------- | ------------------ |
|         | Карсанов, Казбек Дрисович | командир батареи | старший лейтенант | 7 апреля 1940 года |